# Laurentio de Campeggio
Laurentio De Campeggio olaszul Lorenzo Campeggio latinul Laurentius Campeggius (Milánó, 1471, 1472, vagy 1474. november 7. – Róma, 1539. július 25.) itáliai bíboros, diplomata. Testvére Tommaso De Campeggio is egyházi pályára lépett, és szintén látott el diplomáciai feladatokat.

## Élete
Eleinte világi életet élt és családja volt, hanem amikor felesége meghalt, bánatában a papi pályát választotta. 1499-ben még jogtanár volt a Bolognai Egyetemen, ahol 1500-ban doktorátust szerzett. Pápai nunciusként I. Miksa német-római császárt próbálta lebeszélni, hogy a pisai zsinathoz csatlakozzék, konkurenciát teremtve ezzel a pápának. Ugyanebből a célból Milánóba ment II. Francesco Sforza herceghez. 1514-től 1517-ig újból a császárnál teljesített diplomáciai szolgálatot. A pápától megkapta a feltrei püspökséget, de arról lemondott Tommaso javára 1520-ban. 1523-tól 1526-ig Bologna, 1524-ben Salisbury, 1530-tól 32-ig Huesca, 1533-tól 37-ig Parenzo, 1534-től 1536-ig az észak-olasz Candia püspöke, ill. adminisztrátora volt
A török elleni nagy szövetség létrehozásán fáradozott, amelyhez a pápa Angliát is csatlakoztatni kívánta. Campeggio VIII. Henriknél 1518-19-ben volt ezért követségben. Közben a bíboros foglalkozott a reformálás gondolatával, 1520-ban a Signatura justitiae tagja lett és 1522-ben egy szakvéleményt állított össze VI. Adorjánnak.
1524-ben legátus volt a nürnbergi birodalmi gyűlésen, ahol nem tudta megakadályozni, hogy nemzeti zsinat kerüljön összehívásra, de egy reform-összejövetelt kieszközölt Regensburgban a délnémet fejedelmek és püspökök részére.
1525-ig Magyarországon is járt VII. Kelemen pápa megbízásából, ahol igyekezett megszüntetni a belső viszályokat, mivel az ország hadban állt a törökökkel. Közreműködött a Német Lovagrend ügyében is, mivel annak nagymestere áttért az evangélikus vallásra és jogot formált a rend észak-lengyelországi birtokaira.
Megpróbálta ugyancsak eredménytelenül Henrik angol királyt eltéríteni attól a szándékától 1528-ban, hogy elváljon Aragóniai Katalin nevű spanyol feleségétől, de 1529-re kudarcot vallott a próbálkozása, és a canterbury érsek semmissé nyilvánította a házasságot, ami az anglikán egyház kialakulását vonta maga után.
Az 1530-as augsburgi birodalmi gyűlésen V. Károly német-római császár segítségével próbálta egy táborba vonni részben az Oszmán Birodalom ellen a katolikusokat és protestánsokat, de nem tudta meggátolni a szakadást. Ekkor már súlyos beteg volt, de elvállalta a vicenzai zsinaton való részvételt, végül a zsinatot nem tartották meg.